# Fernanda Fuentes
Pour les articles homonymes, voir Fuentes et Cárdenas.
Fuentes  Cárdenas est un nom espagnol. Le premier nom de famille, en général paternel, est Fuentes ; le second, en général maternel, souvent omis, est Cárdenas.
Fernanda Fuentes Cárdenas, née en 1983 à Quilpué, est une cheffe chilienne et la première personnalité chilienne à obtenir une étoile Michelin, pour le restaurant Nub qu'elle tient à Tenerife avec son mari Andrea Bernardi.

## Biographie
Fernanda Fuentes naît à Quilpué en 1983. Après une année sabbatique à 19 ans durant laquelle elle commence à cuisiner, elle étudie l'administration et la production gastronomique à l'université technologique du Chili INACAP. Durant sa deuxième année d'étude, elle effectue un stage dans l'hôtellerie en Espagne : à cette occasion, elle postule à 2 postes. Elle expérimente alors le sexisme en cuisine, quand le responsable lui indique que comme elle est une femme, elle ne peut prétendre au poste avec le plus de responsabilité. Elle réalise un stage de 6 mois à l'Hotel Golf Peralada en Espagne. Pendant ses études, elle fait également face au sexisme : des professeurs lui indiquent qu'elle ne sera jamais cheffe et des élèves lui volent ses ingrédients.
À 22 ans, elle tombe enceinte et doit voyager tous les jours de Rancagua à Santiago pour ses études,.

### Expérience en Espagne et restaurant Nub
Après avoir terminé ses études, elle travaille pour le restaurant Rai à Santiago, puis repart en Espagne pour un nouveau stage : plusieurs années plus tard, elle indique être partie à cause des bas salaires chiliens. Elle travaille ensuite à Tenerife au Casa Albar pour le chef italien Andrea Bernardi, qui devient par la suite son associé et son époux. Ensemble, ils gèrent la pâtisserie de 1927 La Princesa, avant de lancer le restaurant Nub en 2014 qui mêle cuisine chilienne et italienne : Nub vient du mot nubes (« nuages » en français) en honneur au lieu où est installé le restaurant.
En novembre 2017, le guide Michelin attribue une étoile au restaurant Nub, et souligne la fusion intéressante des cuisines italiennes, chiliennes et canaries. Fernanda Fuentes devient la première personnalité chilienne à recevoir cette distinction,,. À la réception de l'étoile Michelin, le restaurant est sous le coup d'un ordre de fermeture à cause de manquement dans les autorisations et déménage à La Laguna Gran Hotel,.
À partir du 23 janvier 2021, Fernanda Fuentes et Andrea Bernardi déménagent leur restaurant à l'hôtel Bahía del Duque, à Adeje, toujours à Tenerife,,.
Fernanda Fuentes fait partie de l'association Comida para todos (Nourriture pour tous) qui distribue des repas aux personnes dans le besoin. Elle cite comme inspiration la cheffe mapuche Anita Epulef.

### Participation àMasterchef
En 2019, elle se fait connaître au Chili à travers sa participation au sein du jury de la quatrième saison de Masterchef Chili, avec Jorge Rausch et Christopher Carpentier : elle est la première femme jurée du programme,. Puis en 2020, elle fait partie du jury de Masterchef Celebrity Chile,. En avril 2021, Canal 13 annonce qu'elle participera à la deuxième saison de Masterchef Celebrity Chile, aux côtés de Jorge Rausch et Yann Yvin.